# Chris Lejeune

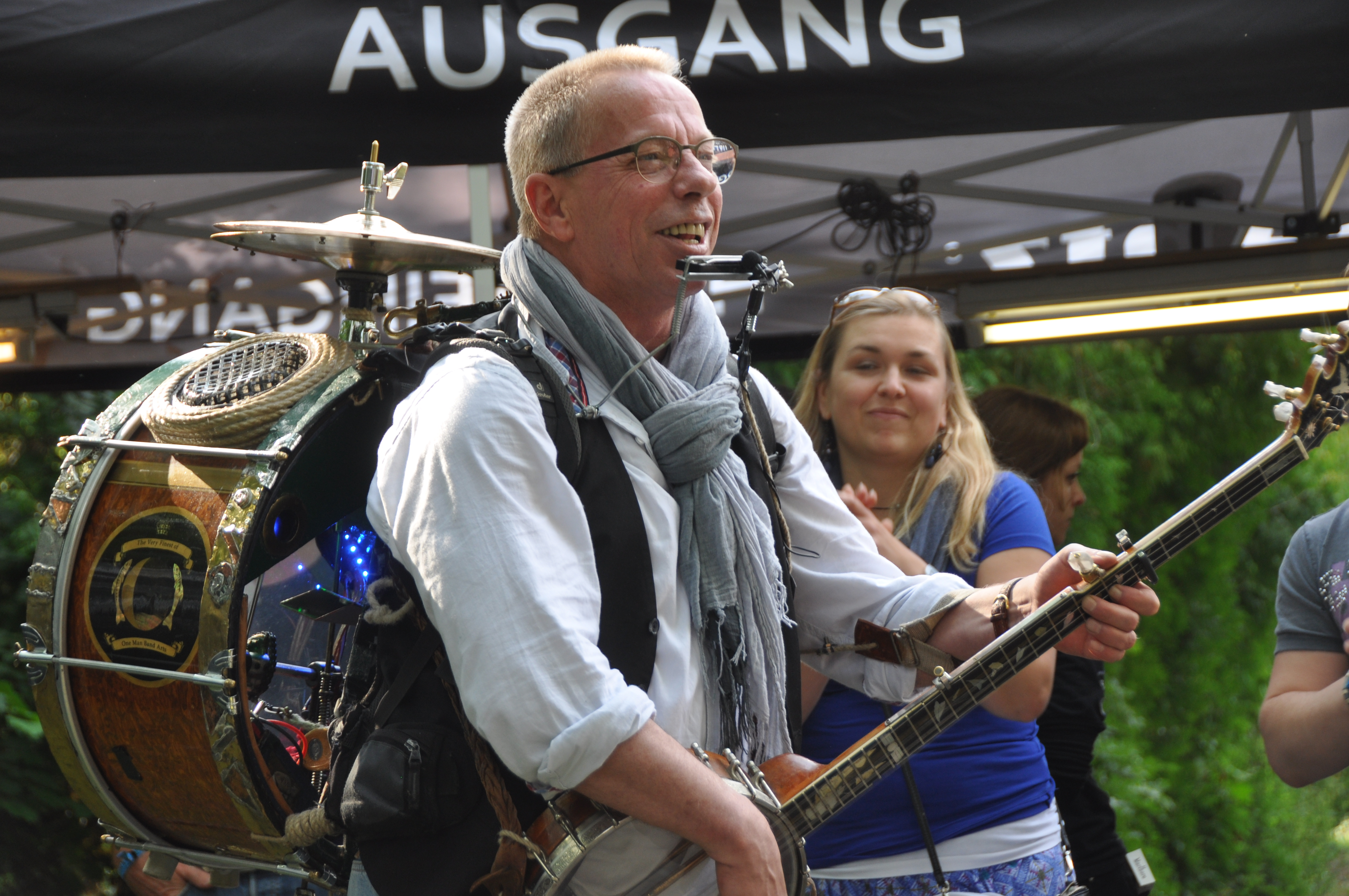
Chris Lejeune beim Blacksheep-Festival 2014

Christoph Lejeune-Jung  (* 14. März 1957 in Osnabrück) ist ein deutscher Musiker.

## Leben
Er entstammt einer alten Hugenotten-Familie aus Berlin, zu der auch der Widerstandskämpfer gegen den Nationalsozialismus Paul Lejeune-Jung gehört.
Chris Lejeune wuchs in unterschiedlichen, fremdsprachlich-orientierten Internaten auf. Dort besuchte er das Gymnasium.
Nach Beendigung der Schule zog es Lejeune-Jung bald in die Ferne.
Spätere Weltreisen als Ein-Mann-Orchester („One Man Band“) – inzwischen ausgerüstet mit einem technisch raffiniertem Rückenschlagzeug – führten ihn quer durch die USA, Kanada und Südostasien. Dort konnte er intensive Erfahrungen als Entertainer sammeln. In Japan trat er im Fernsehsender 11PM auf. Ebenso war er unter anderem in der Sendung „Heut’ abend“ von Blacky Fuchsberger als One Man Band zu Gast.
Als Ein-Mann-Orchester, ganz nach dem Vorbild eines Bob Dylan, tingelte er – ausgerüstet mit Gitarre und Mundharmonika – durch Kneipen und sang Folksongs. Sein Album „Times and changes“ wurde vom schwäbischen Mundart-Sänger Wolle Kriwanek produziert.
Schwerpunkte seiner heutigen Arbeit bilden Walkacts als One Man Band. Lejeune-Jung ist ein Vertreter klassischer One-Man-Band-Kultur. Heute tritt er bei unterschiedlichen Veranstaltungen und Formaten auf. Er ist auf Festivals, im Fernsehen und auf privaten wie auch öffentlichen Veranstaltungen zu sehen. Darüber hinaus ist er Gast in Sendungen, in denen er von seinem Leben als One Man Band berichtet, beispielsweise im ZDF bei Inka Bause.
Chris Lejeune lebt in Stuttgart.